# イスラーム革命40周年
イスラーム革命40周年 (イスラームかくめい40しゅうねん)とは、イラン・イスラーム革命から40年が経過したことを指す。2019年2月11日に40周年目を迎える。毎年、イラン国内外で革命記念式典が開催されているが、40周年はなかでも重要視されている。
イランは、1979年のイラン革命によってイスラーム共和制を樹立し、現在まで40年にわたり、人類平等を旨とし、弱者を救済し公平で民主的な国家運営に努めている。イスラーム革命の指導者であったイマーム・ホメイニー師、およびロウハーニー現大統領に至る後継者らは、大学をはじめとする文教政策を重視し、イスラームと人類の知的遺産を十分に活用した現代的学問、文化交流の重要性を強調してきた。

## 革命後のイランの進歩
シーア派聖職者の澤田達一師の言葉によれば、「革命前のイランは、外国や植民地主義者の支配と独裁的な統治体制のもとにあったが、イラン国民はこのような統治体制に反対し、独立と民主的な政治を実現するため、勇気、闘争、殉教により、イスラム革命を勝利に至らせた」「革命後のイランの進歩は、第２次大戦後７０年間の日本の発展に相当する」
また、イランのメディアによれば、以下の点が革命後のイランにおいて達成された。
1. 国の独立
2. 民主主義と人々の主権
3. 科学技術の生産
4. 経済の進歩
5. 自由
6. 精神的成長